# Jaycee Lee Dugard
Jaycee Lee Dugard, född 3 maj 1980 i Anaheim i Kalifornien, är en amerikansk kvinna som är känd för att ha varit bortrövad i 18 år. Den 10 juni 1991 bortrövades den då 11-åriga Dugard vid en busshållplats vid sitt hem i South Lake Tahoe. De två bortrövande var Phillip Garrido (född 1951) och hans fru Nancy Garrido (född 1955). Dugard uppges ha fått två döttrar med Phillip Garrido.

## Bortrövandet
I september 1990 flyttade Dugards familj till South Lake Tahoe. När Dugard bortrövades gick hon i femte klass på Meyers Elementary School.
Den 10 juni 1991 väntade Jaycee Dugard vid skolbussens hållplats nära sitt hem. Hennes styvfar, Carl Probyn, var i hemmet och noterade en bil som gjorde en U-sväng vid hållplatsen. Probyn såg en kvinna som tvingade in Dugard i bilen. Probyn försökte på cykel följa efter bilen, men kunde inte komma ifatt den. Även några av Dugards klasskamrater bevittnade bortrövandet. Initialt misstänkte polisen Probyn och Ken Slayton, Dugards biologiska far. Probyn och Slayton avfördes dock tidigt från utredningen.
Dugard fördes cirka 19 mil till paret Garridos bostad i ett kommunfritt område i nordöstra Antioch i Kalifornien.
Dugards mor, Terry Probyn, bildade gruppen "Jaycee's Hope" för frivilliga som sökte efter Jaycee Dugard. Gruppen sålde T-shirts och knappar för att få in pengar till att trycka upp affischer med information om Jaycee Dugards kidnappning eller bortrövande.

## Förövarna
Phillip Garrido har erkänt att han 1968 började att förfölja skolflickor. Han har i förhör uppgett att han brukade sitta i sin bil vid olika skolor och betrakta flickor och onanera. Garrido dömdes 1976 till 50 års fängelse för våldtäkt och bortrövande av den 25-åriga Katherine Callaway. Han avtjänade endast elva år av domen, varefter han blev villkorligt frigiven. Han satt även i fängelse fyra månader under 1993 för att ha brutit mot villkoren i sin villkorliga frigivning.
Den 2 juni 2011 dömdes Phillip Garrido till 431 års fängelse medan hans hustru dömdes till mellan 36 år och livstid.

## Böcker
- Ett stulet liv (A Stolen Life) (2011)
- Freedom: My Book of Firsts (2016)